# 薩菲 (摩洛哥)
薩菲（法語：Safi，阿拉伯语：‎）是摩洛哥西岸面臨大西洋的城市，為杜卡拉-阿卜達大區的首府，2004年人口284,750，也是1987年人口793,000的大都會區中心。薩菲是摩洛哥的沙丁魚主要漁港，也有磷酸鹽、紡織品和陶器出口。第二次世界大戰期間，薩菲是火炬行動的其中一個登陸地點。，薩菲在1488年至1541年葡萄牙管治時，地名為「Safim」。

## 友好城市
- 法國加来海峡省滨海布洛涅 （1957年）
- 突尼西亞斯法克斯省斯法克斯 （1982年）
- 法國卢瓦雷省Montereau （2007年）
- 法國北部-加来海峡
- 葡萄牙塞图巴尔区塞图巴尔

## 圖片

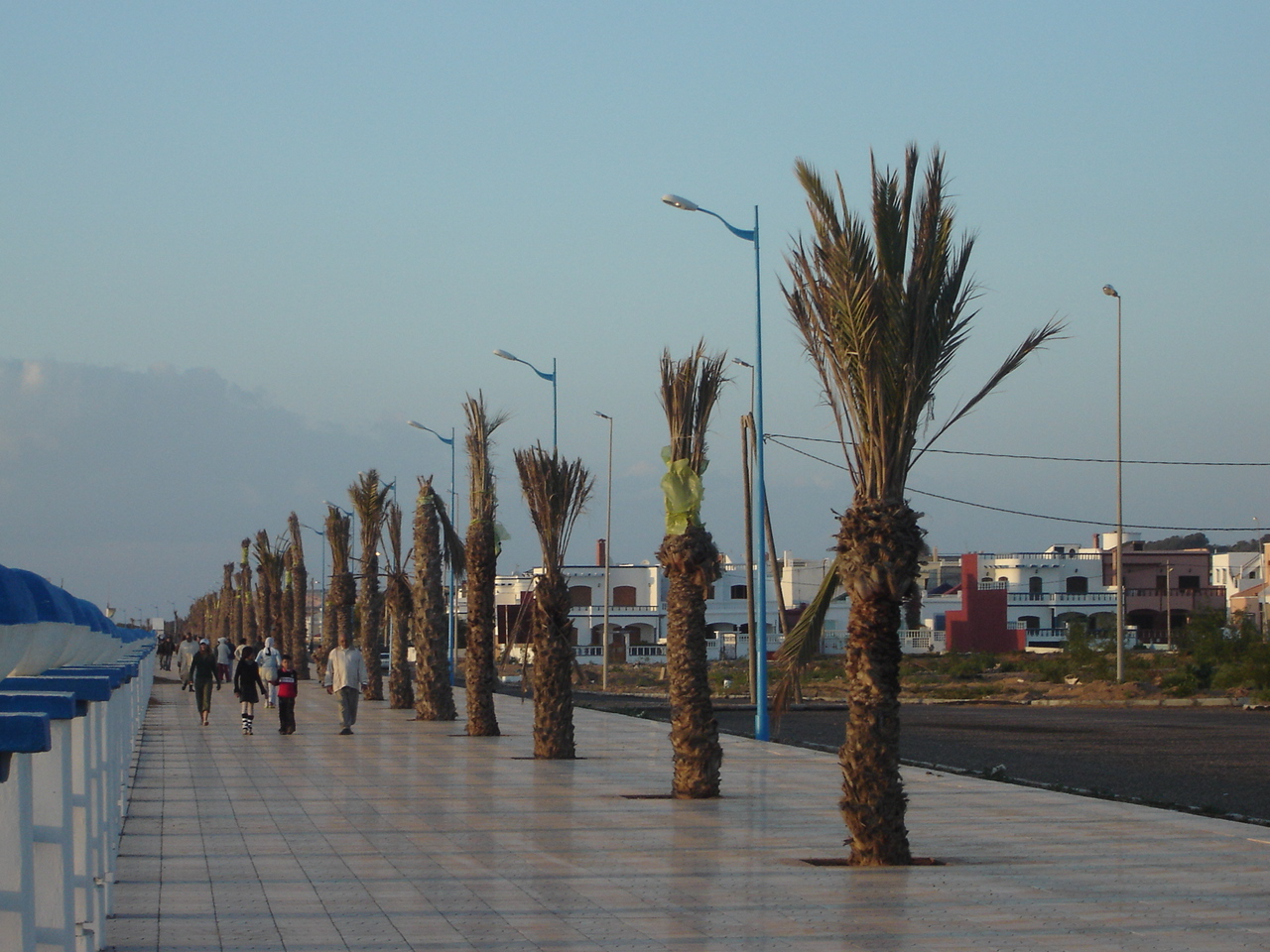
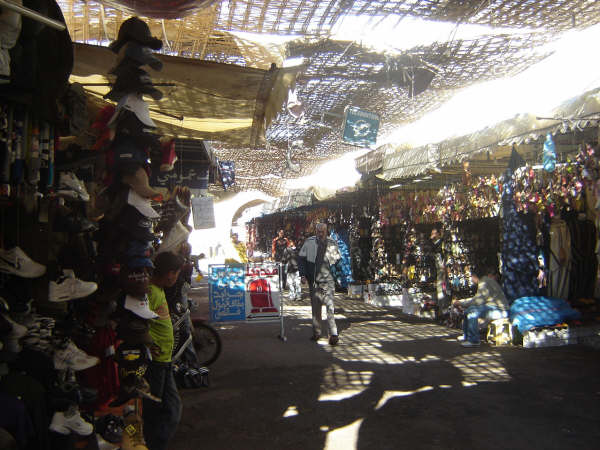
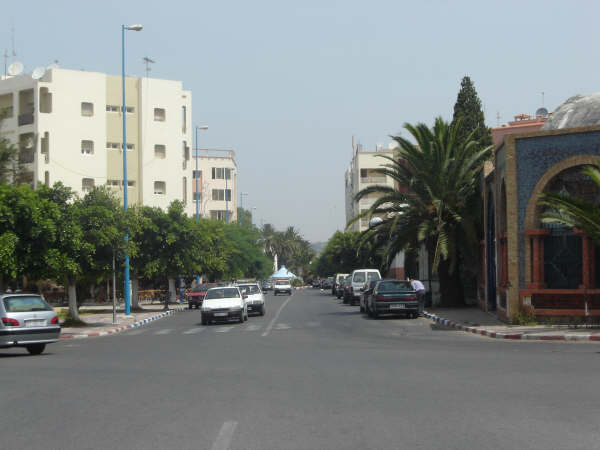
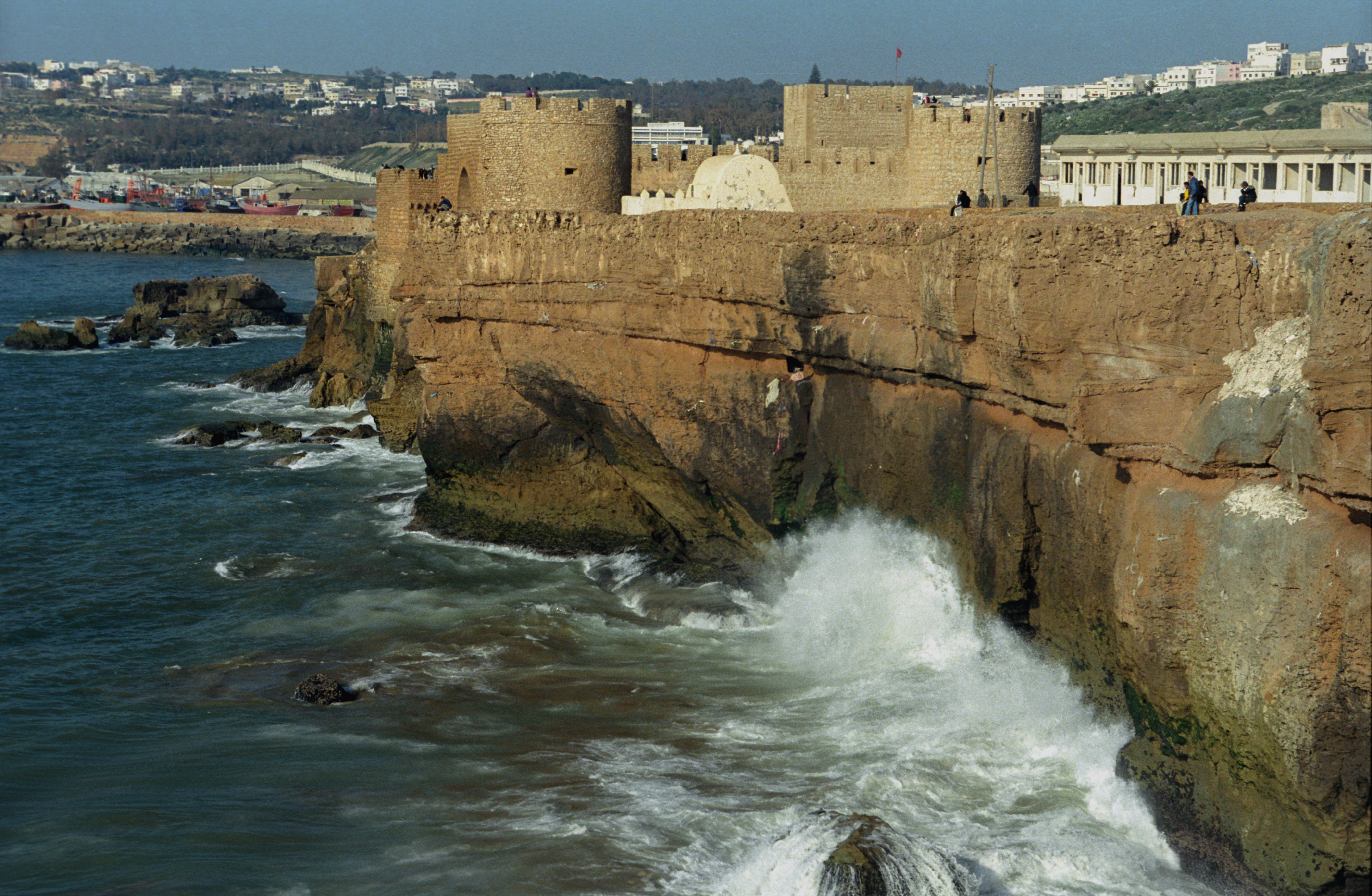
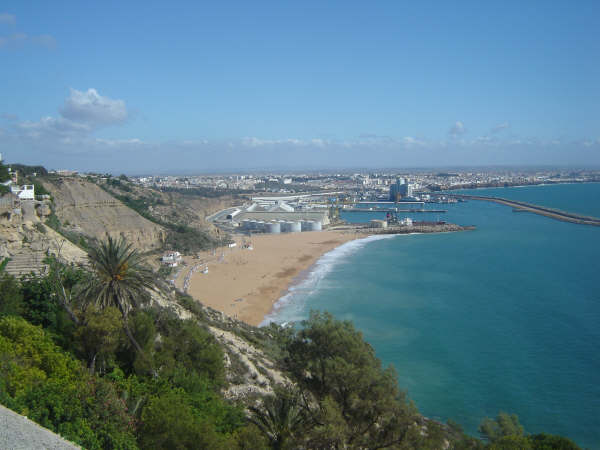
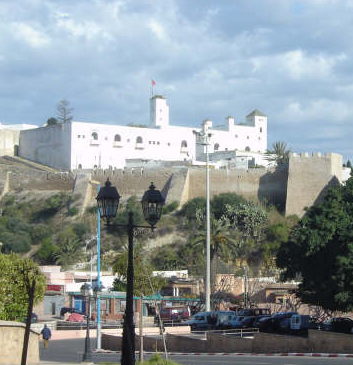
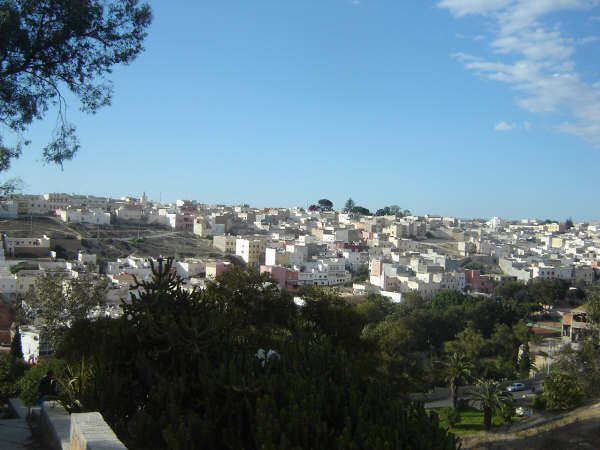
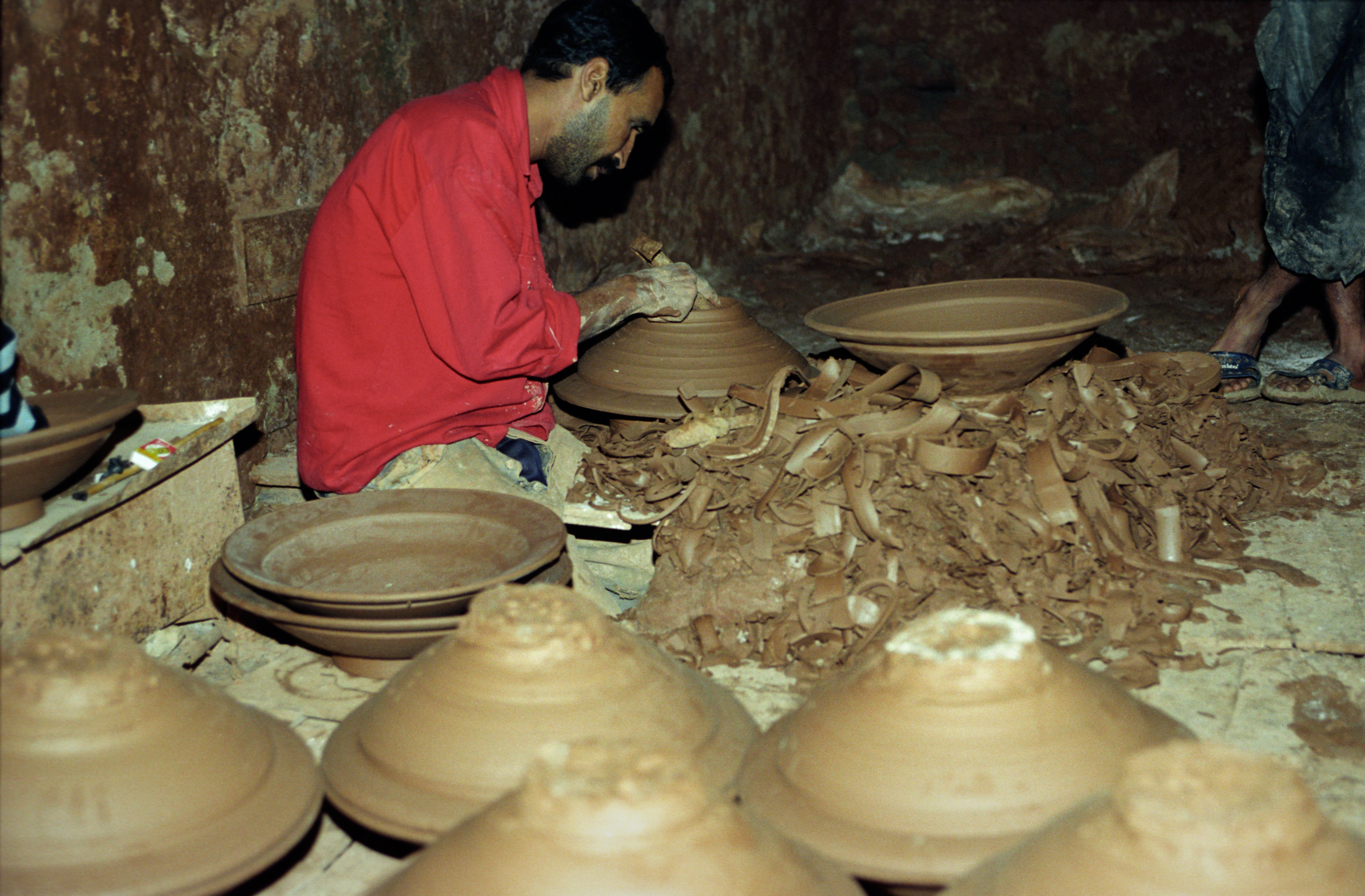
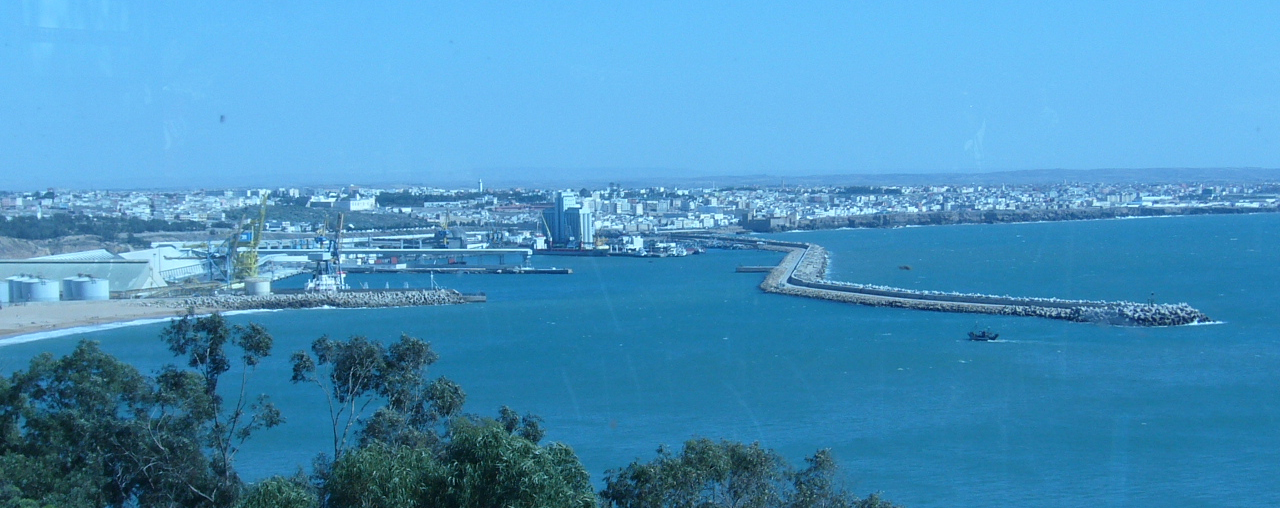

## 外部連結
- Entry in Lexicorient（页面存档备份，存于）

32°17′N 9°14′W / 32.283°N 9.233°W